# 다수의 횡포
다수의 횡포(多數- 橫暴, 영어: tyranny of the majority) 또는 집단의 횡포(集團- 橫暴, 영어: tyranny of the masses)는 어느 군중이 특정 사상에 대다수의 지지를 얻고 있는 것을 가지고, 그 단체가 절대적인 정의라고 착각하는 것으로(군중에 호소하는 오류), 자신들의 사상에 찬동하지 않거나 할 수 없는 다른 소수파 집단을 비판·억압하는 것을 말한다.

## 개요
'tyranny of the majority'라는 용어는 1788년의 존 애덤스의 서적에서 발견할 수 있다. 또 1835년에 출판되어 주목받은 알렉시 드 토크빌의 '미국의 민주주의'의 섹션 타이틀로도 사용되고 있다.
용어로서는 의회 등 민주주의적 합의를 형성하는 장소에서 다수파가 소수파를 억압(다수파에 의한 전제)하는 것에 이용되는 일이 있다.
개인의 인격이나 주권에 대한 다수파(를 가장한 사람들)가 행하는 공격의 경우, 차별이나 집단 따돌림의 일종이며, 인종차별이나 종교 차별 등의 가해자 측에서 행사하는 수단 중에서는 대표적인 것이다.
인간 사회에서는 집단 내에서의 다수결에 의해서 특정 의견이 다수의 찬성을 받으면 그것이 올바른 선이라고 파악하는 일이 많아, 그것을 이유로 소수의 반대를 주창하는 사람이 잘못·악이라고 파악할 수 있다. 점유율(비율)이 높은 다수가 소수에게 부당한 취급이나, 불합리한 요구를 실시하는 일도 다수의 횡포의 개념에 들어맞는다.
현대 사회에서 가까이에 일어날 수 있는 다수의 횡포의 예시로는 학교나 회사 등의 폐쇄적 환경 속에서 의견이 맞는 다수로 구성된 집단이 의견이 맞지 않는 단독, 혹은 소수의 인간에게 그들에게 찬동하도록 강요하는 것 등이다.

## 인터넷과 다수의 횡포
인터넷의 접근성을 기초로서 일반적이지 않은 수의 메시지를 반복적으로 보내는 것으로 피해자에게 정신적 고통을 주는 행위가 문제가 되고 있다. 학교 교육의 장소를 배경으로, 어디의 누가(다수 혹은 혼자일 수도 있는) 썼는지 모르는 악의적인 정보나 메일에 의한 괴롭힘은 사이버 폭력의 특징 중 하나로 지적되고 있다.

## 같이 보기
- 소수의 횡포
- 행정법
- 민중의 적
- 군중에 호소하는 오류
- 권위주의 인격
- 합의
- 동조
- 협상주의
- 프롤레타리아 독재
- 선거 독재
- 전권 위임법
- 일반 의지
- 개인주의적 아나키즘
- 다수주의
- 소수주의
- 소수 권리
- 사회적 아나키즘
- 전체주의
- 공유지의 비극
- 공리주의
- 포퓰리즘